# ديفيد ر. لويس
ديفيد ر. لويس (بالإنجليزية: David R. Lewis)‏ هو سياسي أمريكي، ولد في 6 مارس 1971 في فاييتفيل في الولايات المتحدة. حزبياً، نشط في الحزب الجمهوري. وقد انتخب عضو مجلس نواب كارولينا الشمالية.

## وصلات خارجية
- الموقع الرسمي